# District de Vsetín
Le district de Vsetín (en tchèque : okres Vsetín) est un des quatre districts de la région de Zlín, en Tchéquie. Son chef-lieu est la ville de Vsetín.

## Liste des communes
Le district compte 59 communes, dont 6 ont le statut de ville (město, en gras) et 1 a le statut de bourg (městys, en italique) :
Branky •	
Bystřička •	
Choryně •	
Dolní Bečva •	
Francova Lhota •	
Halenkov •	
Horní Bečva •	
Horní Lideč •	
Hošťálková •	
Hovězí •	
Huslenky •	
Hutisko-Solanec •	
Jablůnka •
Janová •	
Jarcová •	
Karolinka •
Kateřinice •	
Kelč •
Kladeruby •	
Krhová •	
Kunovice •	
Lačnov •	
Leskovec •	
Lešná •	
Lhota u Vsetína •	
Lidečko •	
Liptál •	
Loučka •	
Lužná •
Malá Bystřice •	
Mikulůvka •	
Nový Hrozenkov •
Oznice •	
Podolí •	
Police •	
Poličná •	
Pozděchov •	
Prlov •	
Prostřední Bečva •	
Pržno •
Ratiboř •	
Rožnov pod Radhoštěm •
Růžďka •	
Seninka •	
Střelná •	
Střítež nad Bečvou •	
Ústí •	
Valašská Bystřice •	
Valašská Polanka •	
Valašská Senice •	
Valašské Meziříčí •
Velká Lhota •	
Velké Karlovice •	
Vidče •	
Vigantice •
Vsetín •
Zašová •	
Zděchov •
Zubří

## Principales communes
Population des principales communes du district au 1er janvier 2023 et évolution depuis le 1er janvier 2022 :
| Vsetín               | 25 393 | en diminution   |
| Valašské Meziříčí    | 22 630 | en augmentation |
| Rožnov pod Radhoštěm | 16 205 | en diminution   |
| Zubří                | 5 532  | en stagnation   |
| Zašová               | 3 096  | en augmentation |
| Kelč                 | 2 706  | en diminution   |
| Nový Hrozenkov       | 2 537  | en diminution   |
| Karolinka            | 2 419  | en diminution   |
| Velké Karlovice      | 2 348  | en diminution   |
| Hovězí               | 2 390  | en augmentation |